# Коркина, Раиса Андреевна
Раиса Андреевна Коркина (1 марта 1939 ― 1 августа 2021) ― советский и российский педагог, Народный учитель Российской Федерации (2012). Почётный гражданин Алтайского края (2017).

## Биография
Раиса Андреевна Коркина родилась 1 марта 1939 года в городе Барнауле Алтайского края, РСФСР.
В 1965 году успешно завершила обучение в Горно-Алтайском государственном педагогическом институте. Получила специальность учитель химии.
После окончания учёбы стала работать учителем биологии и химии вечерней (сменной) средней общеобразовательной школы №1. С 1976 года работала в средней школе №22 учителем химии и биологии с преподаванием ряда предметов на английском языке (в настоящее время - МБОУ «Гимназия №22»). С 2004 года и до июля 2021 трудилась в этой Гимназии учителем химии, методистом. Она автор и создатель при гимназии Химической воскресной школы имени Д.И. Менделеева.
Указом Президента Российской Федерации от 14 октября 2012 года № 1358, Раиса Андреевна Коркина была удостоена звания «Народный учитель Российской Федерации».
В 2017 году решением депутатов краевого Совета, Раиса Андреевна стала "Почётным гражданином Алтайского края".
За годы своей педагогической деятельности Коркина осуществила подготовку более 200 победителей и призеров олимпиад по химии различного уровня, в том числе международного. Её лучшие ученики Маша Беспалова и Кирилл Суховерков получили право внеконкурсного зачисления на химический факультет Московского государственного университета.
В 2005 году по просьбе Министерства образования и науки РФ Раиса Андреевна представила рецензию на учебник «Неорганическая химия» для учащихся 8 классов под редакцией преподавателей МГУ Еремина В.В., Кузьменко С.И., Лунина В.В., а также написала рецензию на «Пособие по химии для поступающих в ВУЗы» (автор Э.Г. Злотников, Санкт-Петербург).
В 2011 году Коркина стала инициатором и организатором проведения ежегодных летних, а с 2018 года и зимних учебно-тренировочных сборов для «олимпиадников» по химии в Горном Алтае.
Проживала в городе Барнауле. Умерла 1 августа 2021 года.

## Оценки
Декан химического факультета МГУ, академик РАН Валерий Лунин так высказывался об учителе Коркиной:
«Думаю, у замечательного учителя нашей страны Раисы Андреевны Коркиной очень много благодарных учеников. А химический факультет МГУ ей особенно благодарен. Каждый год ее ребята выступают за сборную команду России на Всемирной олимпиаде по химии, а затем поступают к нам на химический факультет. Совсем недавно ее ученик Илья Глебов защитил кандидатскую диссертацию. Раиса Андреевна приезжала на защиту. Сейчас Глебов – старший преподаватель химфака, сам тренирует сборную России для выступления на международных олимпиадах. Все, что происходит интересного в образовании, науке, интересует Раису Андреевну. В феврале 2012 года состоится Российский съезд учителей химии. И достойным делегатом его будет Раиса Андреевна Коркина. Год химии посвящен дважды лауреату Нобелевской премии Марии Склодовской-Кюри. Это женское лицо химии олицетворяет и Раиса Андреевна Коркина...»

## Награды и звания
- Народный учитель Российской Федерации (14.10.2012).
- Заслуженный учитель Российской Федерации.
- Отличник народного образования.
- Почётный гражданин Алтайского края.
- Медаль ордена «За заслуги перед Отечеством» II степени (2002).
- Медаль «Ветеран труда».
- Почётный учитель города Барнаула (2006).